# コール オブ デューティ モダン・ウォーフェア (2019年のゲーム)
『コール オブ デューティ モダン・ウォーフェア』（英語: Call of Duty: Modern Warfare）は、2019年10月25日に全世界同時発売された、Infinity Ward開発による、アメリカ合衆国のファーストパーソン・シューティングゲームである。略称は、『CoD:MW』、『MW2019』、『MW19』。
コール オブ デューティシリーズ本編の16作目、うちモダン・ウォーフェア（リブート版）のシリーズ1作目。キャンペーンモードではそれまでの3作品とは異なったストーリーとなる新シリーズである。2022年10月28日に続編の『コール オブ デューティ モダン・ウォーフェアII (2022年のゲーム)』が発売された。

## 概要
モダン・ウォーフェアシリーズの一環であるが、本作はリブート作品となっており、過去作と関連のある人物や組織が登場するが、時代やキャラクターの設定などに差異があり、COD4~MW3とは一切の繋がりが無いものとなっている。
今作では2018年10月に発売された『コール オブ デューティ ブラックオプス4』で廃止されたキャンペーンモードが復活し、ゾンビモードが廃止された。バトルロイヤルモードは2020年3月にリリースされた『コール オブ デューティ ウォーゾーン』に分割され、本作で上げた武器レベルやバトルパスの進捗を共有できる。
時系列は2019年が舞台の現代戦であると発表され、マルチモードではCoDシリーズ初のクロスプレイに対応すると発表された。ただしコンソールゲーム機(PS4/Xbox One)のプレイヤーは通常コンソール同士でマッチングし、クロスプレイ設定をオンにした時のみPCのプレイヤーとPSのプレイヤー、またはPCのプレイヤーとXBOXのプレイヤーがクロスプレイできるとしている。クロスプレイする場合のPCの媒体はSteamやMicrosoft Storeなどのあらゆる販売店すべてを含む。さらにコンソール本体にマウスとキーボードを直接つなげて操作が可能になった。5年の歳月をかけて再設計された「IW engine8.0」を導入した。2対2の「Gunfight」が登場し、「GROUND WAR」が従来の最大18人から最大64人に進化を遂げた。ルートボックスシステムは廃止され、シーズンに合わせて開始されるバトルパスシステムが導入された。
2019年10月20日より、ソニー・インタラクティブエンタテインメントは本田翼が出演するTVCM｢共に、戦う者たちの高みへ。｣篇を放送した。
本作のCEROレーティングはCoDシリーズでは『モダン・ウォーフェア リマスタード』を除くと『ゴースト』以来となるD（17歳以上対象）指定作品となる。
今作以降はActivisionアカウントとPlayStation Network/Xbox Networkアカウントを連動させることでクロスプログレッションにより全ゲームモードのセーブデータをどの媒体から遊ぶ場合でも前回プレイした状態のまま開始でき、および獲得した銃や銃に付随するアイテムをヴァンガードまで共有可能になった。MWII以降に登場する銃は、BOCWの開発環境などから生じた問題の都合でクロスプログレッションによる互換が一度打ち切られている。

## 沿革
- 2019年9月12日～13日、PlayStation 4で早期アクセスのベータテストが実施[21]。
- 2019年9月14日〜16日、19日〜20日、PlayStation 4でオープンベータテストが実施[21]。
- 2019年9月19日〜20日、PCとXbox Oneで早期アクセスのベータテストが実施[21]。
- 2019年9月21日〜23日、全機種でオープンベータテストが実施[21]。
- 2019年10月25日、『コール オブ デューティ モダン・ウォーフェア』が発売。
- 2019年12月4日、「Season One」が配信[22][23]。
- 2020年2月12日、「Season Two」が配信[24]。
- 2020年3月10日、『コール オブ デューティ ウォーゾーン』が配信。
- 2020年4月8日、「Season Three」が配信[25]。
- 2020年6月11日、「Season Four」が配信[26][27]。
- 2020年8月5日、「Season Five」が配信[28]。
- 2020年9月29日、「Season Six」が配信[29]。

## 登場人物
※日本語吹替声優については各担当声優のSNSなどから公表される。

### 主人公
本作では3人の視点で物語が描かれる。
カイル・"ギャズ"・ギャリック三等軍曹
英語版声優：エリオット・ナイト
日本語吹替：佐々木啓夫
イギリス陸軍SAS隊員で物語開始時点ではロンドン警視庁 銃器専門司令部のテロ対策チーム(CTSFO)に出向、所属していたが、ピカデリー・サーカスで発生したテロ事件の追跡のためプライス大尉に従ってSASへ戻りウルジクスタンでの任務に就く(巡査部長→軍曹)。情報を掴んでいたにも拘わらず交戦規定に縛られテロ事件を防げなかった事に不満を持っており、敵に対して手加減する必要はないという考えを持つ。その一方でブッチャー尋問の際に彼の妻子を利用したプライスのやり方には憤りを覚えるなど目的のために非情になりきれない面もあり、正義と悪の境界線で苦悩する。最終的には迷いを断ち切り、仲間達と共に最後まで戦い抜いた。バルコフの件が終わった後はプライスから「ギャズ」と呼ばれるようになり、同時にプライスの推薦によりSASを離れ、タスクフォース141に抜擢される。ニックネームの「ギャズ」はCOD4MWに登場したSAS隊員と同名。
アレックス
英語版声優：チャド・マイケル・コリンズ
日本語吹替：杉村憲司
CIA軍事機関SADのオペレーターでコールサインはエコー3-1。バルコフのガス兵器追跡のため、プライスの指示でウルジクスタン解放軍と接触しファラ達と共闘する。終盤上層部がファラの解放軍をテロ組織と認定した事に怒りを露わにし独自に協力する道を選ぶ。化学兵器工場での総攻撃の最中ニコライから渡された爆弾の起爆装置を破損してしまい、自ら犠牲となり直接起爆させる事を志願する。バルコフの一件後、片足を失いながらも生存していたことが判明し、SADからWarcomの地上班へ転身している。ファーネス起爆で失った左足に義足を履いて戦線へ復帰することとなったが、ファラ達に加担したこともあり、テロ関与の容疑が掛けられてしまっている。
ファラ・カリム（幼少期でプレイ）
英語版声優：クラウディア・ドゥーミット／ソフィア・コト（幼少期）
日本語吹替：足立由夏
中東の親露国家「ウルジクスタン」の解放軍リーダー。ロシア軍の指揮官であるバルコフとは因縁がある。幼い頃に住んでいた村を破壊された上に両親をバルコフの軍勢に殺害され、兄のハディルと共に孤児になる。二人はウルジクスタンからの脱出を試みたが、バルコフの軍勢に捕らわれ、約10年間は捕虜として投獄された。投獄中にファラは解放軍のリーダーになり、SASのプライス大尉の助力のもと、仲間やハディルと脱出した。祖国を蹂躙するバルコフ一派と戦うため、命の恩人であるプライスを通じてCIAに協力を要請する。兄のハディルがガス強奪の真犯人だと判明した時はもう兄ではなくテロリストだと決め込んでいたが、バルコフのガス工場を探して破壊作戦を行うのが目的だと知ると、プライスの説得もあって彼の目的を引き継ぐこととなり、最終的にガス工場から脱出を試みるバルコフを、ヘリコプターの機内で殺害し、積年の恨みを晴らすことになる。その後はニコライのPMC「キメラ」に所属し、ニコライと共にヴェルダンスクに潜伏するザカエフを追う。

### SAS（イギリス特殊空挺部隊）
ジョン・プライス大尉
英語版声優：バリー・スローン
日本語吹き替え:斉藤次郎
伝説的なSAS隊員であり、カイル、アレックス、ファラを援護する。敵に対しては無慈悲だが、味方に対しては思いやりのある性格。カリム兄妹とは本編から10年前に彼らをバルコフ管轄の刑務所から救出し、ウルジクスタン解放軍設立のきっかけを作らせた関係でもあった。バルコフの一件後はSASなど選抜された特殊部隊メンバーを寄せ集めた「タスクフォース141」を設立する。その後はヴェルダンスクでのAQ掃討作戦ではゴーストやソーン達を現地へ送って後方支援していたが、ザカエフによってArmisticeが混乱した際には、自身もギャズ達TF141の主力部隊を連れてヴェルダンスクへ赴く。
MWシリーズと同様に口髭が特徴だが、本作では声も演じるバリー・スローンをモデルにしているため、顔立ちも異なり禿げ頭になってないなど、前作とは多少の違いも見られる。
アルファ1-1、2-1、3-1、3-2、3-3
SAS隊員であり、国内におけるCRW(対革命チーム）のメンバー。プライス、カイルと共にロンドン郊外のアル・カターラ隠れ家制圧に参加する。
アルファ3-2は隠れ家3階を捜索中、部屋に隠れた敵にドア越しで不意撃ちを受け負傷するが、直前にプレイヤーがその敵に先制攻撃することで負傷を防ぐことも可能。
アルファ2-3、2-4、2-6
クラウン6-3、6-4
シナー1-1
SAS隊員であり、国外での軍事作戦メンバー。
ジョン・"ソープ"・マクタビッシュ
本編終了後、プライスが新しく作る"タスクフォース141"のメンバーとして名前が挙がったSAS隊員。COD4MWの主人公と同名。
サイモン・"ゴースト"・ライリー
英語版声優：ジェフ・リーチ
日本語吹き替え : 武田幸史
ソープと同じく、"タスクフォース141"のメンバーとして名前が挙がったSAS隊員。MW2に登場したタスクフォース141メンバーと同名。
マルチプレイより初登場し、バラクラバの上に髑髏の仮面を付けているのが特徴。潜入任務のスペシャリストで、名前と特徴的な外見以外プロフィールは謎に包まれている。

### ロンドン警視庁
ブルックス巡査、セイバー2-6、クロウリー巡査部長、ファウラー巡査
「ピカデリー」に登場する、ロンドン警視庁のテロ対策チームに所属する警官。
ブルックスはアル・カターラのバンが自爆した直後、取り押さえたAQ構成員に反撃され死亡する。
レイブン
ロンドン警視庁・テロ対策チームの指揮官。

### CIA（アメリカ中央情報局）
ケイト・ラズウェル
英語版声優：リヤ・キールステッド
日本語吹替：小林さとみ
CIAのアナリスト。アレックスの上司。
過去に通信アナリストとしてパキスタンで活動した後、AFRICOMのキャンプ・レモニエに所属していたが、自爆テロで被害を受けるも生き延び、その後にCIAに転属、SADの監視官を務める。SASのシャーリーとはCIAのセーフハウスがテロリストに包囲されたところを助けられた過去があり、現在でも彼女とは親友の関係になっている。
CO-OPモードではアメリカ軍を中心とするCoalitionの指揮官を務める。
ジャガー4-1、4-7
ラズウェルの指揮下にあるアメリカ軍所属のUAVオペレーター。4-1は在ウルジクスタン米大使館での戦闘で、4-7はバルコフの化学兵器工場での戦闘で上空からプライス達を援護する。
バイパー1-1
ラズウェルの指揮下にあるアメリカ軍所属のアパッチパイロット。「代理戦争」でアレックス達を包囲したロシア軍を一掃する。
シェパード
本編終了後、"タスクフォース141"の設立に関連して名前の上がった人物。ケイトがメンバーに関する資料を預かり、プライスへ提供する。MW2に登場したアメリカ陸軍将校と同名。

### アメリカ海兵隊
ノリス
英語版声優：ニック・ボライン
日本語吹替：森田則昭
アメリカ海兵隊の大佐。
ライオンズ
英語版声優：デブラ・ウィルソン
日本語吹替：石田嘉代
アメリカ海兵隊の女性中将。アレックス達がバルコフの傭兵施設でロシア兵を殺害した上、化学兵器がテロリストに盗まれたことにより、ロシア政府があらゆる外交手段を絶ち、軍事行動が活発化したことで、CIAが関与する証拠を隠蔽するようラズウェルに警告する。
Coalition所属のタスクフォースWarcomの指揮官も務めている。
グリッグス軍曹
英語版声優：ラモニカ・ギャレット
日本語吹替：佐々木義人
アメリカ海兵隊の軍曹。即応部隊「デーモン・ドッグス」の一員。アレックスと共にウルフのいるラマザ病院へと進軍する。その後はヴェルダンスクに向かい、プライス達と共にザカエフ一味掃討作戦に参加している。COD4MWに登場した海兵隊員と同名で、他の海兵隊員と違ってBDUの上着を着ないという特徴も同様。
ヒットマン7-1、7-2、7-3、7-4、7-5
アレックスと共にバルコフの基地に潜入する、アメリカ海兵隊員で、MARSOCのメンバー。
7-2は基地潜入中に待ち伏せしていた傭兵の機関銃座に撃たれ死亡。残りは基地から脱出する直前にテロリスト(ハディルの部隊)に襲撃されアレックスを残して全滅。
レッドハンマー2-1
アメリカ海兵隊のヘリコプター
ウォッチャー1
アメリカ海兵隊のヘリコプターで｢ファーネスの中へ｣で登場する。ラズウェル搭乗機。

### ウルジクスタン解放軍
ハディル・カリム
英語版声優：エイダン・ブリストー／ロマン・コト（幼少期）
日本語吹替：竹内栄治 ／ 日野佑美（幼少期）
ファラの兄。ラジコン飛行機に爆弾とカメラを取り付けたり自作の対物ライフルを作り上げアレックスを唸らせるなど非常に手先が器用で解放軍の副司令官的立ち位置。実は「戦場の霧」にてアレックスと海兵隊特殊部隊を襲撃しガスを強奪した真犯人であり、ウルフとブッチャーとも裏で通じていた。「死のハイウェイ」終盤押し寄せるロシア軍に対抗する為隠していたガスを使用し意識を失うファラとアレックスの元を去る。後に「潜入作戦」でプライスとカイルに拘束されるが実はバルコフの化学兵器工場の場所を探る為寝返ったふりをしたと明かし、情報を渡し二人の脱出を手助けするがラズウェルによりロシア軍に引き渡される。本編終了後はヴィクターがハディルに入れ込んでいるため、身柄を確保されておりいまだ生存している事が明かされる。
アルメン
解放軍の部隊長。「代理戦争」にてロシア軍のヘリの攻撃を受け死亡。
アリ、ナイダ
解放軍のメンバー。
タリーク
日本語吹替：濱本大史
ファラ・ハディル兄妹の叔父。「従軍」でファラとアレックスがロシア空軍基地襲撃準備の陽動を行っている間にロシア軍に見つかり(ファラ曰く)死亡した模様。

### ロシア連邦
ロマン・バルコフ
英語版声優：コンスタンティン・ラヴィッシュ
日本語吹替：マンモス西尾
ロシア連邦軍大将。ロシア軍の兵士やすでに退役した傭兵をかき集め、ロシア本国政府の意にも反する独自の勢力を持つ。
鬱屈した青年時代に嫌気がさして軍に加入、最初は料理夫として雇われたが自分の強さを実感できる戦闘訓練に嵌まり込み、叩き上げの軍人としてキャリアを積んでいった。
ウルジクスタンではアル・カターラと解放軍の両方をテロリストと呼び、市街を無差別に砲撃や毒ガスを散布したり、関わりが疑われたり抵抗したりする民間人にも容赦のない弾圧を行っている。ニコライ曰く、「祖国の恥さらし」。後に本国政府にも切り捨てられ、毒ガス工場襲撃では混乱の最中ヘリで脱出を試みるが、機内で潜んでいたファラに殺害された。
ロシアJ-12
バルコフ麾下のロシア兵のひとり。ゴルカの上着を着ておらず、タンクトップなのが特徴の巨漢。本作の20年前にファラとハディルの父親を射殺し、二人と揉み合った挙げ句ファラに銃を奪われ射殺される。
ファラがゲリラになったきっかけとなる人物。
ヴィクター・ザカエフ
本編終了後、活動を活発化したロシア人。この事はラズウェルからプライスへ伝えられ、CO-OPモードのストーリーにも関わる。ハディルに入れ込んでおり、彼の生存に繋がっている。軍需産業組織「ザカエフ・アームズ」の創始者兼リーダー。ヴェルダンスクでのArmisticeとアル・カターラの激しい戦闘の最中、アル・アサドと手を組み、化学兵器を利用してArmisticeの二大派閥の間に対立を引き起こさせ、ヴェルダンスクを中心に新たな全面戦争へ発展しようと目論んでいる。COD4MWに登場したザカエフの息子ヴィクトルと同名。
イムラン・ザカエフ
ヴィクター・ザカエフの父親。本編では既に故人となっている。COD4MWに登場したロシア人と同名。プライス大尉がマクミランと共にプリピャチで戦ったという因縁もCOD4MW同様であり、ラズウェルがプライスにヴィクターの話をした際、プライスはイムラン・ザカエフとの因縁に触れている。
カマロフ軍曹
英語版声優：ジーン・ファーバー
日本語吹替：宮本克哉
本編終了後、CO-OPモードのオープニングシネマティックで登場するロシア連邦保安庁(FSB)の軍人。CO-OPモードではロシア軍を中心とするAllegianceの指揮官を務める。
COD4MWに登場したロシア軍人と同名。

### アル・カターラ
オマール・スラマン
英語版声優：ジョエル・スウェトゥ
日本語吹替：藤原満
"ウルフ"と呼ばれているウルジクスタンの過激派組織「アル・カターラ」のリーダー。「アル・カターラ」は「殺し屋たち」という意味であり、ロシアだけでなく欧米に対しても徹底的な武力による抵抗を掲げている。プライスとは過去に味方として面識があった。隠れ家であるアクラス山脈の邸宅襲撃で自爆ベストを着てアレックス達を道連れにしようとするが、自爆する前に射殺され、ファラとアレックスで一秒前で爆弾も解除された。その後遺体はアメリカ軍によって引き取られた。
ジャマル・ラハール
英語版声優：ニック・Ｅ・タラベイ
日本語吹替：矢野正明
"ブッチャー"と呼ばれているオマル・スラマンの側近。最も凶悪な武闘派であり、妻子を持っているも関わらず女子供を容赦なく殺害する危険な人物で、実質上彼が戦闘部隊を指揮している。ウルフの死後、部下達と共にサンクトペテルブルクへ身を潜み、報復テロの計画を立てるが、プライス達に襲撃を受け、拘束された後尋問を受ける。この時カイル（プレイヤー）の選択によって彼の生死が決まる。
カレド・アル・アサド
ウルフ亡き後のアル・カターラの新リーダー。アメリカなどの超大国を恨んでおり、ザカエフ家の援助によってアル・カターラを再編成させ、ヴェルダンスクを強襲した。CO-OPモードのストーリーに関わる。COD4MWに登場した中東某国のNo.2と同名であり、同様にベレー帽に口髭、サングラスをしている。
ヴェルダンスクにある旧ソ連の放棄したミサイルサイロを使い西側への攻撃をもくろんだがプライスに殺害される。

### 協力者
ニコライ
英語版声優：ステファン・カピチッチ
日本語吹替：丹沢晃之
プライスの旧友。カマロフ曰く「悪党」。マルチプレイに登場する民間軍事会社「キメラ」のリーダーも務めている。
バルコフの一件後はヴェルダンスクのAQ掃討作戦に部下を送って助力し、ザカエフによるArmistice混乱時には、自らも武装してファラと共にヴェルダンスクに向かい、ザカエフを追う。COD4MWに登場したプライス大尉の協力者と同名。

イェゴール
英語版声優：アレックス・フェルドマン 日本語吹替：井木順二
「キメラ」の傭兵でニコライの部下。ウクライナ人。マルチプレイのオペレーターとしても登場する。

### 民間人
ステイシー・デビッドソン
日本語吹替：岡田恵
在ウルジクスタンアメリカ大使館の職員。ハリス大使の秘書。暴徒とアル・カターラに強襲される大使館内に取り残されてしまうが監視カメラと回収したハリスの携帯電話越しにカイルに誘導されプライスとファラに救出されるが、同エピソード終盤でAQに銃を突きつけられる。このとき後ろのAQをヘッドショット（クリティカルヒット）で倒さなければ死んでしまう。

ハリス
日本語吹替：山口崇浩
在ウルジクスタンアメリカ大使館の大使。大使館脱出の為のキーカードを持っていた為カイルによって誘導される筈だったが、指示を聞かず勝手に行動しアル・カターラの構成員に見つかり殺害されてしまう。

ワリッド・カリム
日本語吹替：平修
ファラ・ハディル兄妹の父親。ロシア軍の侵略を受けた際、ファラを自宅まで連れて行った。その後自宅へ押し入ってきたロシアJ-12と揉み合った末に銃撃され負傷、ファラとハディルに生き延びるように伝え息絶えた。

ファティマ・カリム
ファラ・ハディル兄妹の母親。空爆に巻き込まれて娘と共に瓦礫の山に埋もれ、ファラが目を覚ました時には眼前で死亡している。

シャディ
ワリッドの知人。一緒にハディルを捜す事を申し出るが、直後にロシア軍の攻撃を受け死亡した。

オウサ・ラハール
ジャマル・“ブッチャー”・ラハールの妻。ジャマルの尋問の為ニコライに連行される。

アモン・ラハール
ジャマル・“ブッチャー”・ラハールの息子。母オウサと共にジャマルの尋問の為ニコライに連行される。

## シングルプレイ ステージ
今作では隠し機能として、一部ステージに出現する未成年のNPCを攻撃すると画面が完全に暗転し、「子供は戦闘員ではない」という特殊な警告が表示される。この画面を三回連続で発動するとミッションセレクト画面に戻される。
戦場の霧 　カストビア ヴェルダンスク 　2019年10月24日 　05：30
プレイヤー：アレックス
CIAのケイトの命令を受けたアレックスと海兵隊特殊部隊は、傭兵基地にてロシア軍のバルコフ将軍から発送された化学兵器の捜索を秘密裏に行う。
終盤化学兵器を発見し撤収しようとするものの、敷地内から出た直後に車両爆弾でAQに襲撃される。

ピカデリー 　イギリス ロンドン 　2019年10月25日 　18：00
プレイヤー：カイル
ロンドンでの爆破テロを警戒し、SASとロンドン警視庁 テロ対策チーム(CTSFO)が警戒を強める。
カイルは怪しいバンを発見し追跡するもAQの自爆でピカデリーは戦場と化す。

従軍 　ウルジクスタン アクタビ 　2019年10月25日 　15：30
プレイヤー：アレックス
アレックスはバルコフの傭兵基地から化学兵器を奪取したと思われるテロ組織“アル・カターラ”と戦うために、プライス大尉の仲介で、現地の民兵組織の司令官ファラに会いに行く。
ファラからは、ロシア軍の空軍基地襲撃の準備として陽動作戦の協力を求められる。

代理戦争 　ウルジクスタン アルラーブ
プレイヤー：アレックス
アレックスとハディルはバルコフの空軍基地襲撃を開始する。
駐機場奥の格納庫でロシア軍に包囲されるが、識別コードなしのガンシップで攻撃し、バルコフの航空基地を制圧し、空軍能力を制限させた。

大掃除 　イギリス カムデン・タウン 　2019年10月27日 　01：00
プレイヤー：カイル
SASへ転属したカイルとプライスは、アル・カターラの情報を収集するため、ロンドンの住宅地に潜伏するアル・カターラの工作員宅を急襲する。
カイルとプライスの活躍により、ウルフがウルジクスタンのラマザ病院に潜伏していることが分かる。

狩りの時間 　ウルジクスタン ラマザ 　2019年10月28日　 06：30
プレイヤー：アレックス
盗まれたバルコフの化学兵器の所在をつかむために、アレックスと海兵隊Demon Dogsによるアル・カターラのリーダー"ウルフ"の追跡が始まる。

大使館 　ウルジクスタン サカーラ 　2019年10月28日 　21：00
プレイヤー：カイル
ウルフの拘束に成功した一行は、身柄を大使館へ移送する。
一方、大使館はアル・カターラのリーダー解放を要求する暴徒に囲まれ、暴徒を先導するブッチャーに非戦闘員である大使館職員も殺害されてしまう。
アレックスとウルフの回収に来たSASのヘリまで撃墜されてしまい、プライスとカイルは暴徒との交戦を余儀なくされてしまう。
大使公邸で戦うも、AQに車で壁を抜かれウルフを逃がしてしまう。

死のハイウェイ 　ウルジクスタン ダルス
プレイヤー：アレックス
ウルフに逃げられたが、アレックスとファラは逃走ルートを先回りし、「死のハイウェイ」で狙撃体制を取り、AQと交戦するもロシアのMIGが爆撃し、AQは一網打尽だと思いきや
ロシア軍の襲撃に遭い、化学兵器でロシア軍を倒す。そこでハディルが、ミッション「戦場の霧」で終盤に遭った襲撃のリーダーだったと分かる。

このシナリオではCOD4MWで行われた「スイカ割り（Gaz曰く"フルーツ相手なら一流"）」「50口径による遠距離狙撃（プライスがザカエフに行った暗殺）」へのオマージュと思われるシーンが含まれている。

ホームタウン　 ウルジクスタン リヤザビ 　1999年ごろ（本編より20年前）
プレイヤー：幼少期のファラ
ロシア軍・バルコフの指示により街が破壊され、市民もテロリストとして殺害されてしまう。
父親も殺され、ファラとハディルの幼い兄妹はロシア軍の監視をかいくぐり、脱出を試みるがバルコフに捕らえられた。

オオカミの巣穴　 ウルジクスタン ダッカリ　 2019年10月29日　 22：30　
　プレイヤー　拠点襲撃：カイル　　ウルフ確保：アレックス
バルコフの基地から化学兵器を奪取したのがハディルであり、現在はアル・カターラと組んだことが判明する。
CIAはハディルを最重要手配とし、潜伏先の情報を入手するために、ウルフがいると思われるアル・カターラの拠点をSASが急襲する
拠点を制圧したもののハディルとウルフは見つからず、入り口（母屋の）にいた不審者三名（女とその子供）から聞き出したティーハウスに行くものの、
アレックスとファラが地下の坑道に取り残され、ウルフを捕獲しに行くが、ウルフは自爆ベストを着ていて、ファラとアレックスが一秒前で解除し、ウルフは死んだ。

囚われの身 　ウルジクスタン トプラク 　不明（2009年ごろ？）
プレイヤー：成人のファラ
ファラは戦争捕虜として、バルコフに捕まり収容所で強化尋問を受ける。
ファラとハディルと後のウルジクスタン解放軍のメンバーで脱出しようとするものの、ロシア軍の残党に捕まりかけたところを若き日のプライスが収容所を襲撃し、
脱出する。

昔の同士 　ロシア サンクトペテルブルグ　　SAS未承認　 2019年10月31日 17：00
プレイヤー：カイル
カイルとプライスはSASを離れ、独自に行動を開始する。
旧知のニコライの協力を経て武器を調達し、当地に潜伏するブッチャーの確保を試みる。
このシナリオの最後ではいくつか選択肢が提示され、目的のために手段を選ばないのか、正義と必要悪の線引きをどこですれば良いかといったカイルの苦悩が描かれる。

潜入開始 　モルドバ バウルチ 2019年11月 1日 23：00
プレイヤー：カイル
カイルとプライスはAQが襲撃したバルコフ親族の家にいると思われる、ハディルを捕獲するために潜入する。
ロシア軍のヘリコプターによる機銃掃射を掻い潜り、カイルとプライスとハディルがトンネルから脱出し、カイルとプライスはハディルを拘束するが、バルコフの化学兵器工場の場所を知るために寝返ったふりをしたという。
その後、ラズウェルがロシアに身柄を引き渡した。

ファーネスの中へ　 ジョージア ボルジョミ 2019年11月 3日 14：30
プレイヤー　ファーネス攻撃・起爆：アレックス　パイプライン爆破：カイル   襲撃：ファラ
CIAおよびSASはウルジクスタンの民兵を支援し、バルコフの化学兵器工場への総攻撃を開始する。
アレックス、カイル、ファラそれぞれが、それぞれの形で、この戦いに終止符を打つことになる。

## マルチプレイモード
マルチモードも2019年が舞台であり、アメリカ・イギリス軍中心の勢力「Coalition（コアリション、"連合"の意）」とロシア軍中心の勢力「Allegiance（アリージャンス、"忠誠"の意）」との戦闘という設定になる。CO-OPモードでは逆にCoalitionとAllegianceが「Armistice（アーミスティス、"休戦"の意）」として手を組んでヴェルダンスクを襲撃したアル・カターラを掃討するという設定になる。

### オペレーター
本作のマルチプレイではオペレーターというキャラクターが登場する。CoalitionとAllegianceで1人ずつ操作するオペレーターを設定でき、Armisticeとして出撃するモードではお気に入り登録した方の陣営のオペレーターを操作する。CoDシリーズ過去作のBO3、BO4のスペシャリストやIWのコンバットリグとは異なり、キャラ毎の特殊装備は存在しないが、背後からのサイレントキル『とどめの一撃』で特殊モーションが存在する。各オペレーターにはバックグラウンドの設定が存在し、スキンも所属組織に準じた服装が多いが、スキンによっては設定と異なる組織にも扮する。
Coalition
デフォルト(Mil-Sim)
UKファイアチーム
初期から使用可能になる、Coalitionのオペレーター。デフォルトスキンの場合、お気に入り選択したロードアウトの武器によって外見が変化する。また、マップによってBDUの迷彩色が変化する。デフォルトスキンのモデルはSAS。他にも米軍のパラレスキュー・ジャンパー、海兵遠征部隊、海兵奇襲部隊、陸軍歩兵、UDT、ロンドン警視庁のCTSFO、韓国軍の特殊戦司令部、イタリア陸軍のラグーン両用戦連隊、カナダ陸軍のJTF-2、ポーランド陸軍のJWグロムをモチーフとしたスキンも用意されている。
U.S.軍事スペシャリスト
アップデートにより、上記の米軍関係のオペレータースキンを選択すると使用できるオペレーター。UKファイアチームとは異なる専用の音声が流れる。
SAS
イギリス陸軍の実在する特殊部隊。とどめの一撃で使う武器は警棒、拳銃(M19)、アイスピッケル、ハリガンツール。
サイモン・"ゴースト"・ライリー(Ghost)
日本語吹替：武田幸史
SAS兼タスクフォース141所属。MW2とは異なりバラクラバに髑髏の仮面を身につけている。一部のスキンでは、MW2での装備を着用する。「シーズン2」より追加。
ジェイコブ・"ソーン"(Thorne)
SAS所属の兵士。仲間から「ユニオンジャック」と呼ばれている。プライスに3年間仕えていた経歴があるが、倫理観の相違からSASを一時去り、将校として指揮を執る立場にいた。しかしCoalitionを創設するためSASに戻った。
シャーロット・"シャーリー"・ジョンストン(Charly)
日本語吹替：竹下礼奈
SAS所属の女性兵士。SRRから加入しており、CIAのラズウェルとは親しい関係。少女時代父親に連れられアフリカ各国を旅したことがあり、ケニアやタンザニアで密猟者狩りをして過ごしたため高い追跡技術を持つ。
ベンジャミン・"オッター"・リー(Otter)
日本語吹替：野坂尚也
SAS所属の兵士。コマンド部隊を経て加入。フェイスペイントが特徴。スキン「クルーの価値」では、COD4MWの同名ミッション「クルーの価値」でSASのソープ等が身につけていた物と似たCRW装備とガスマスクを装着する。少年時代にパンク・ロックの影響を受け犯罪歴もあったが、ある事件をきっかけに軍に入隊した。
ジョン・"プライス"(Price)
日本語吹替：斉藤次郎
SAS兼タスクフォース141指揮官。詳細は登場人物を参照。「シーズン4」より追加。
カイル・"ギャズ"・ギャリック(Kyle a.k.a Gaz)
日本語吹替：佐々木啓夫
SAS兼タスクフォース141所属。詳細は登場人物を参照。「シーズン4」より追加。ニックネームは「ギャズ」。COD4MWに登場するギャズと同様、イギリス国旗の付いた野球帽を着用する。
ジョン・"ソープ"・マクタビッシュ(Soap)
SAS兼タスクフォース141所属。詳細は登場人物を参照。「BOCWシーズン4」より追加。

Warcom
欧米のあらゆる軍や特殊部隊、諜報組織から優秀なメンバーを選抜して寄せ集めた混合特殊部隊。とどめの一撃で使う武器はコンバットナイフ、短刀(二刀流)、スタンガン、シャベル、トマホーク、狩猟動物。
"アレックス"(Alex)
日本語吹替：杉村憲司
Warcom所属。CIA-SADから転属。詳細は登場人物を参照。「シーズン3」より追加。
前述の通り義足が特徴。また、極秘の存在になった事情から目出し帽とサングラスで風貌を隠すスキンがデフォルトである。
ドミニク・"ドミノ"・タム(Domino)
日本語吹替：大谷理美
Warcom兼フランス陸軍所属の女性兵士。韓国系フランス人4世。短距離走代表としてオリンピックを目指していたが、AQによるパリでのテロ攻撃で断念、フランス陸軍へ入隊する。スキン「警備員」ではFBIに、「勝利は目前」では韓国陸軍に扮する。
ハンス・"ゴーレム"・ブロースティン(Golem)
日本語吹替：武虎
Warcom兼KSK所属。代々ドイツ軍兵士の家系で育ち、父親から弓矢の扱いと屋外追跡を学んで18歳でKSK隊員となった。クルーガーの元上官である。主にギリースーツを纏うが、スキンによっては私服も着用する。
"マラ"(Mara)
日本語吹替：小若和郁那
Warcom兼CIA所属の女性。ベネズエラ出身。15歳でCIAの要員となり、地元に潜むAQのスパイを監視していた。「シーズン1」より追加。モデルはコスプレイヤーとしても活動しているAlex Zedraであり、実写ビジュアルでもZedraが演じている。
"タロン"(Talon)
日本語吹替：田所陽向
Warcom兼カナダ陸軍所属。オンタリオ出身のファースト・ネーションであり、タトゥーやモヒカン頭など容姿にもその影響がある。彼の相棒である軍用犬Indianaを連れて戦場に出ている。スキン「追跡者」などではカナダ陸軍のBDUを着用。「シーズン2」より追加。
ジャクソン・"ワイアット"(Wyatt)
日本語吹替：野澤英義
Warcom兼オーストラリア陸軍所属。タスマニア出身でスリルを求め軍に入隊。合同演習で知り合ったオッターからの推薦で加入する。スキン「戦車の影」では、COD4MWの同名ミッション「戦車の影」でアメリカ海兵隊のフォースリコンが身につけていた物に似たBDUにオーストラリア軍パッチを身につける。
ダニエル・"ローニン"・シノダ(Ronin)
日本語吹替：梶川翔平
Warcom兼米特殊部隊所属。日系アメリカ人。「ワンマンアーミー」の異名を持ち、非正規戦や諸外国の反乱鎮圧など豊富な戦闘経験を持つ。「シーズン3」より追加。モデルは元アメリカ軍軍人でPMC「RoninTactics」を設立した人物でもあるTu Lamであり、オペレーターの中では実在の軍人をモデルとなるのは彼が初めてである。
セルジオ・"モルテ"・スラ(Morte)
日本語吹替：田邉安彦
Warcom兼コロネルモスキン所属。西部劇に憧れており、スキンもそれに近い装備を着用する。「シーズン5」より追加。モデルはラッパーなどとして活動しているFabio Rovazzi。スキン「ビリー」では、ホラー映画『ソウ』に登場する「ビリー人形」に仮装している。

Demon Dogs
アメリカ海兵隊所属の架空の部隊。キャンペーン中にも同名の部隊が登場する。とどめの一撃で使う武器は斧、体術、警棒とナイフの複合格闘術。
ウェイン・"D-デイ"・デイビス(D-Day)
日本語吹替：奈良徹
Demon Dogs所属、ある任務で仲間を助けられなかったことから陸軍のレンジャー部隊を除隊し、その後PMCの傭兵として戦っていたところをアリスの薦めで加入した。出身地であるテキサス州の州旗パッチを身に着けたスキンが多い。一部のスキンでは、テキサス州警察に扮する。
アレクシア・"アリス"・ヴァレンズエラ(Alice)
日本語吹替：行成とあ
Demon Dogs所属の女性。メキシコ移民の2世で、D-デイと同じく陸軍のレンジャー部隊に所属。D-デイと同じ任務の失敗で上層部から左遷に近い人事を受けており、その間はアフガニスタン軍の女性兵士を訓練する任務に就いていた。
ダミアン・"レインズ"(Raines)
Demon Dogs所属。シカゴ出身で海兵隊MARSOCから加入。グリッグスとは共に戦った仲間。スキン「トルーパー」ではキャンペーンモードのミッション「狩りの時間」「大使館」に登場する海兵隊員の装備を着用。
フランク・"ウッズ"(Woods)
日本語吹替：星野貴紀
Demon Dogs兼CIA所属。高いリーダーシップの持ち主で、自分のチームを鼓舞している。次回作『CoD:BOCW』の先行予約の特典として当オペレーターが使用可能。
マーカス・"グリッグス"(Griggs)
日本語吹替：佐々木義人
Demon Dogs所属。詳細は登場人物を参照。COD4MWに登場した海兵隊員と同名であり、COD4MWと同様にBDUの上着を着ない。「シーズン6」より追加。
シェーン・"スパークス"(Sparks)
Demon Dogs所属。過去に米軍とShadow Company社両方に所属していたが、最終的にはSC社を退職し、そのままDemon Dogs隊員として活躍している。寒冷地仕様のギリースーツや装備を着用している。「BOCWシーズン2」より追加。

Allegiance
デフォルト
ロシアファイアチーム
初期から使用可能になる、Allegianceのオペレーター。デフォルトスキンではお気に入り選択したロードアウトの武器によって外見が変化する。また、マップによってゴルカの色が変化する。СФБ（ФСБ=ロシア連邦保安庁のもじり）と書かれたパッチが縫い付けられている。デフォルトスキンのモデルはロシア連邦保安庁が擁するスペツナズの一つアルファ部隊。他にもSSGやロシア陸軍、セルビア警察対テロ特殊部隊、ヴィンペル部隊、PMCシャドウ・カンパニー部隊のスキンも用意されている。
Spetsnaz
ロシア軍の特殊部隊。とどめの一撃で使う武器は体術、ハリガンツール、スペツナズ・ナイフ。
マキシム・"ミノタウル"・ベイル(Minotaur)
日本語吹替：間宮康弘
Spetsnaz所属兵士。ベイルとは双子の兄弟。巨漢で、基本的に上半身はゴルカなどの戦闘服を着ずに戦闘に出ている。第二次チェチェン紛争中にベイルが負傷し死亡したと誤解した形でトラウマになり除隊したが、その後東南アジアで指名手配されながらも、ベイルに呼び戻される形で復隊する。スキン「ポロスキ」はキャンペーンモードのミッション「ホームタウン」に登場するロシア兵"J-12"が身につけた服装と装備を着用する。
ディミトリ・"ベイル"(Bale)
日本語吹替：藤沼建人
Spetsnaz所属兵士。ミノタウルとは双子の兄弟。常にバラクラバを被って戦闘に出ている。バルコフに仕えていた経験があったが、ウルジクスタンでの民間人に対する殺傷に言及してモスクワに提訴したことでバルコフを「祖国の恥」と呼ばれるきっかけとなった。一部のスキンではロシアファイアチームと同じくСФБと書かれたパッチを身につける。
ニコディム・"ロディオン"・イゴロフ二(Rodion)
日本語吹替：加藤将之
Spetsnaz所属兵士。ハリウッド映画への精通ぶりを買われてスペツナズにスカウトされた。スキン「小滝」では、キャンペーンモードのミッション「戦場の霧」でバルコフの傭兵が身につけた物に似た戦闘服と装備を着用している。
"ニクト"(Nikto)
日本語吹替：宮本誉之
Spetsnaz所属兵士。元ロシア連邦保安庁の諜報部員。過去にザカエフに拷問され、顔に深い傷を負っており、仮面を着けている。解離性障害と診断されている。「シーズン1」より追加。

Jackals
アフリカ諸国中心の傭兵部隊。とどめの一撃で使う武器はマチェテ、棍棒、コンクリートブロック。
"メイス"(Mace)
日本語吹替：菊池通武
Jackalsの傭兵で元アメリカ陸軍レンジャー。ゴーストと同じ髑髏の仮面付のバラクラバを被っており、元戦友であった。アメリカ人ながら、先祖の部族に敬意を表す目的で上半身に鱗状のスカリフィケーションを施している。「シーズン2」より追加。
"アズール"・エル＝サラーフ(Azur)
日本語吹替：佐原誠
Jackals所属の兵士。中東の武器商人として知られる。かつてChimeraと取引したがためブッチャーに家族を全員殺害されており、それ以降アル・カターラを恨んでいる。デフォルトで使えるスキン3種ではクーフィーヤを頭に巻いている。スキン「保護者」では旧式のSAS仕様暗視ゴーグルを着用。スキン「対位旋律」ではアル・カターラ戦闘員に扮する。
"グリンチ"(Grinch)
日本語吹替：武田太一
Jackals所属兵士。ギリースーツを纏う出所不明の男。ゼインの交渉によりかつての敵だったJackalsに加入する。スキン「偽装完了」では、COD4MWの同名ミッション「偽装完了」でSASのマクミラン大尉とプライス中尉（当時）が身につけていた物と似たギリースーツを纏う。
ヴィクター・"ゼイン"・メティコ(Zane)
日本語吹替：三瓶雄樹
Jackals結成メンバーの一人。元ナイジェリア陸軍軍人。アフリカでのアル・カターラの暴虐に対抗するためJackalsを結成。当局からはテロリストと見られている。

Chimera
ニコライが率いる東欧の傭兵部隊。とどめの一撃で使う武器はカランビットナイフ、メリケンサック、スローイングナイフ、短刀（二刀流）。
"イェゴール"・ノヴァク(Yegor)
日本語吹替：井木順二
Chimera所属の傭兵兼フィクサー。いずれのスキンでも基本的に私服で戦闘に出ている。スキン「コミューター」では、MW2の空港虐殺テロでマカロフが着ていた服装をモチーフにした服装となる。キャンペーンモードにも登場しているニコライの部下。
セバスチャン・"クルーガー"(Krueger)
日本語吹替：前田雄
Chimera所属。オーストリア出身で殺人容疑が掛けられている。別名でドイツ陸軍に入っており、素性が明らかになるまではKSKでゴーレムの部下として働いていた。普段はフロッグマン用のギリーネットで素顔を隠しているが、スキン「化学者」ではガスマスクも着用する。
シドニー・"シド"(Syd)
日本語吹替：岡田恵
Chimera所属の女性。元アメリカ陸軍兵士であり、入隊するまでワシントンDCで政治家の娘として育った。東欧に赴任中にニコライに誘われChimeraに加入する。スキン「レッドメナス」ではBOシリーズのゾンビモードに登場するロシア赤軍兵士ニコライ・ベリンスキーが身につけた服装を着用する。
"イスクラ"(Iskra)
日本語吹替：ニケライ・ファラナーゼ
Chimera所属の女性。元ウルジクスタン解放軍（ファラの軍）所属。バルコフが占領していた時期のウルジクスタンで、ウルジクスタン人の母とロシア人の父との間で生まれた。モデルはスポーツ・シューターもしているJade Struck。「シーズン3」より追加。
"ファラ"・カリム(Farah)
日本語吹替：足立由夏
Chimera所属の女性で、ウルジクスタン解放軍の司令官を務めている。詳細は登場人物を参照。「シーズン6」より追加。
"ニコライ"(Nikolai)
日本語吹替：丹沢晃之
Chimeraのリーダー。詳細は登場人物を参照。多くのスキンで縞模様のTシャツを着用。「シーズン6」より追加。
Shadow Company
元米軍兵士中心の傭兵部隊。Armisticeがザカエフの策略により壊滅状態の危機に陥ったため、Allegianceからの要請でヴェルダンスクへ介入する。MW2に登場した敵勢力と同名であるが、設定は異なっている。とどめの一撃で使う武器はコンクリートブロック、猟犬、体術。
マーカス・"ラーチ"・オルテガ(Lerch)
日本語吹替：綿貫竜之介
Shadow Companyのチームリーダー。テキサス州プレイノ出身でアメリカ海兵隊出身。退役後の生活に馴染めずShadow Companyに参加する。モデルは米海兵隊とSWATに過去所属しPMC「RealWorld Tactical」を設立したTony Sentmanat。「シーズン5」より追加。
"ベリカン"(Velikan)
Shadow Company所属。SC社内でも悪評が流せないほど敵味方問わず恐怖を与える影のような伝説的存在として知られる男。アメリカ人だが、身元を隠すために防御を兼ねたフルボディアーマーを身につけており、実際の素性や人種は不明。戦闘中においてもセリフは無く、とどめの一撃の後に高笑いする以外一切喋らない。スキン「虫酸」では、ホラー映画『悪魔のいけにえ』及び『テキサス・チェーンソー』に登場する「レザーフェイス」に仮装している。「シーズン5」より追加。
ローズリン・"ローズ"・ヘルムス(Roze)
日本語吹替：日野佑美
Shadow Company所属の女性。コロラド山出身でハンターとしての技能を持つ。メイスの陸軍レンジャー時代の同僚で、「シーズン4」では彼の薦めでJackalsに所属していたが、「シーズン5」でShadow Companyに移籍。フェイスガードを被り、戦闘服のパッチの星条旗は逆さに付けている。「シーズン4」より追加。

## 登場銃火器
登場するのは実銃だが、ライセンス料回避のため架空メーカー(Forge Tac社、V.L.K.(В.Л.К.)社、FSS社、XRK社、Tempus Armament社、など)によって製造されている設定になっており、実際とは異なる名称(例:FAMAS→FR 5.56)や細部の形状が実銃と異なる仕様で登場している銃が多く存在する。なお、本作では「ガンスミス」というシステムがあり、それによりアタッチメントや銃の口径を変えることが可能となっている。

## コラボレーション
- Twitch（2019 - 2020年）[42][43]
- 悪魔のいけにえ（2020年10月）[44]
- SAW（2020年10月）[44]

## 反応

### 表彰

#### 2019年
- Game Critics Awards
  - 受賞：「Best Online Multiplayer」[50]
  - ノミネート：「Best Action Game」[50]
- ゴールデンジョイスティックアワード
  - ノミネート：「Ultimate Game of the Year」（大賞）[51]
- Hollywood Music in Media Awards
  - 受賞：「Original Score - Video Game」（Sarah Schachner）[52]
- The Game Awards
  - 受賞：「Best Audio Design」[53]
  - ノミネート：「Best Action Game」、「Best Multiplayer Game」[53]

#### 2020年
- 視覚効果協会賞
  - ノミネート：「Outstanding Visual Effects in a Real-Time Project」[54]
- Guild of Music Supervisors Awards
  - ノミネート：「Best Music Supervision in a Video Game」（Brandon Young、Eric Kalver）[55]
- D.I.C.E. Awards
  - ノミネート：「Action Game of the Year」、「Online Game of the Year」、「Outstanding Achievement in Animation」、「Outstanding Achievement in Art Direction」、「Outstanding Achievement in Audio Design」、「Outstanding Technical Achievement」[56]
- NAVGTR Awards
  - 受賞：「Use of Sound, Franchise」[57]
  - ノミネート：「Art Direction, Contemporary」、「Game, Franchise Action」、「Graphics, Technical」、「Lighting/Texturing」、「Original Dramatic Score, Franchise」[57]
- ゲーム・デベロッパーズ・チョイス・アワード
  - ノミネート：「Best Technology」、「Best Audio」[58]
- SXSWゲーム賞
  - ノミネート：「Excellence in Gameplay」、「Excellence in Multiplayer」、「Excellence in SFX」[59]
- 英国アカデミー賞ゲーム部門
  - ノミネート：「Animation」、「Audio Achievement」、「Multiplayer」、「Performer in a Leading Role」（バリー・スローン）、「Technical Achievement」[60]
- ファミ通・電撃ゲームアワード2019
  - ノミネート：「ベストシューター」[61]
- 18th Annual G.A.N.G. Awards
  - 受賞：「Best Audio Mix」[62]
  - ノミネート：「Audio of the Year」、「Sound Design of the Year」、「Best Dialogue」、「Best Game Audio Publication, Presentation, or Broadcast」[62]
- 日本ゲーム大賞
  - 受賞：「グローバル賞 海外作品部門」[63]
- ゴールデンジョイスティックアワード
  - 受賞：「Esports Game of the Year」[64]
- The Game Awards
  - ノミネート：「Best Esports Game」[65]

### 売り上げ
発売から3日間での売り上げが6億ドルを超え、全世界で4100万本が販売された。オリジナルのMWシリーズで最も売れたのは『CoD モダン・ウォーフェア3』（2011年）の2650万本であり、当時と比較して販売本数は増加している。2019年にアメリカ合衆国で最も売れたゲームソフト、ヨーロッパで3番目に売れたゲームソフトである。